# Hapoel Hadera FC
El Hapoel Hadera-Givat Olga FC, también conocido como Hapoel Hadera FC es un club de fútbol de Israel, de la ciudad de Hadera. Actualmente juega en la segunda división israelí.

## Historia
El club se formó a principios de la década de 1930 cuando se inscribió en la asociación deportiva que llevan su denominación, aunque ya se practicaba el fútbol en 1928. Durante los últimos años del mandato británico, el club ingresó a las competiciones de la IFA, pero debido a la Guerra árabe-israelí de 1948 el club se disolvió.
Con el final de la Guerra, el club es refundado en 1949 y en 1951 situado en la Liga Bet. En 1954 asciende a la Liga Alef, Sin embargo descienden en su primera temporada en esa división al terminar penúltimos. En 1957 terminaron lo suficientemente alto en la Liga Alef, que por entonces era el segundo nivel, para jugar los play-offs de ascenso a la Liga Leumit, pero no lo lograron debido al goal-average por un gol.
No fue hasta 1970 para que el club tuviera de nueva una opción de ascender.Lo lograron gracias al quedar campeones de la Liga Alef. La siguiente temporada, 1970/71, evitan descender gracias a tener el goal-average ganado al Maccabi Petah Tikva por diferencia de goles. Sin embargo no pudieron evitar el descenso la siguiente temporada en la que acabaron en la última posición de la tabla.Esta vez se recuperaron inmediatamente y ascendió e nuevo al acabar como subcampeones de la Liga Alef.En la siguiente temporada, 1973/74, terminaron los 13º con solo un punto más que los equipos que descendieron. un punto por encima de la zona de descenso.
En la temporada 1974/75 el club terminó en su mejor posición en lo que llevaba de historia al quedar en séptima posición, pero de nuevo acabó descendiendo la siguiente temporada.Pero como hizo años atrás vuelvea ascender al año siguiente como campeón de la Liga Artzit, que era la nueva denominación. El club hizo un segundo regreso inmediato a la máxima categoría como campeones de la Liga Artzit (la nueva segunda división), pero volvió a descender en 1979.
En los años 1986 y 1989 el club gana la Toto Cup de la Liga Artzit.En 1997 descienden a la tercera división al quedar últimos y al reestructurarse las ligas en 1999, es colocado en la cuarta división. Fueron relegados nuevamente a la Liga Bet en 2003.
En el 2003 vuelve a la Liga Bet.En el año 2006 todos los clubes de fútbol de Hadera se fusionaron en un club llamado Hapoel Ironi Eran Hadera y en la temporada 2007/08 el club gana Liga Bet Sur A ascendiendo nuevo a Liga Alef.
En la temporada 2009-10, a pesar de liderar el 70% de la temporada la clasificación no logra el ascenso a la Liga Leumit al acabar en tercer lugar.La siguiente temporada pasa a formar parte del Grupo Norte y a pesar de los problemas financieros logran quedar en la octava posición.
Entre la temporada 2011/12, una de las peores temporadas del club, y la temporada 2015/16 el club sufre bastantes crisis internas con cambios de presidentes y entrenadores continuos y problemas financieros además de acabar siempre por la mitad de la tabla.  
Es por fin en la temporada 2016/17 cuando el equipo asciende a liga Leumit,segunda liga más importante de Israel, al terminar como campeón.La temporada siguiente, cuarenta años después, asciende a la Premier League israelí.
En la 2018/19 el Hapoel Hadera se convierte en el equipo sensación de la Premier League jugando los playoffs para el Título al quedar en sexta posición, una posición más de la mejor realizada en su historia.

## Palmarés

### Ligas
- Segundo nivel(1) (6): 1940, 1949/50, 1953/54, 1969/70, 1972/73, 1976/77

- Tercer nivel(1) (3): 1961/62, 1981/82, 2016/17

- Quinto nivel(1) (1): 2007/08

### Copas
- Toto Cup Liga Leumit (1): 1975/76
- Toto Cup Liga Artzit (2): 1985/86, 1988/89